# 伯奈利超級新星泵動式霰彈槍
伯奈利超級新星（英語：Benelli Supernova）是一款由意大利槍械製造商伯奈利公司在1990年代後期所設計和生產的現代化標準型泵动式霰彈槍，是伯奈利新星泵動式霰彈槍的增強型版本。其最大分別是裝有一個更大的扳機護環，更高度的耐用性和可靠性。適合獵人、執法機關和軍隊三方使用，可以發射任何12鉛徑霰彈。

## 特點
- 綜合整體型槍托和機匣保險：防止潮濕所引來的故障。
- 十字型槍機钢製增强板安全保險
- 延長管式彈倉：可以有效地增加管式彈倉的彈藥至7發（23⁄4英吋12鉛徑霰彈藥筒）、6發（3英吋12鉛徑霰彈藥筒）或5發（31⁄2英吋12鉛徑霰彈藥筒）。
- 可容納3.5英寸彈藥的膛室：可在管式彈倉內任意裝填所有類型（鹿彈、鳥彈、重擊彈、木棍彈、豆袋彈、催淚彈、高能量實心彈）及長度（23⁄4英吋、3英吋、3.5英吋）的12鉛徑霰彈藥筒。
- 後座力緩衝裝置：這個可以利用安裝一個特殊支架，注入汞（水銀）到槍托的內部以減少後座力。該槍托可容納14安士（oz）的水銀罐，利用吸收射擊產生的後座力以後，分散到全槍托內部的四處，加上槍托內部的高效能緩衝裝置和由橡膠製造的後座緩衝墊（英语：Recoil pad），從而大大降低整體的後座力。
- 可任意轉換的氚光瞄準具：戰術性瞄準具，提供不斷的發光的瞄準輔助。
- 手動保險按鈕：裝在扳機護環前端，以便輕鬆地操作員手動保險。
- 護木的管式彈倉鎖：裝在護木底部，以便輕鬆地退卸彈倉內的所有霰彈藥筒而且無需經過排彈殼口。

## 後座力緩衝裝置
如果直接使用31⁄2英吋的12鉛徑超級馬格南霰彈藥筒的話，發射後所造成的後座力可是非常嚴重的痛苦。該霰彈槍很輕的原因是它使用钢和聚合物以保持硬度和減輕重量。但因為重量輕的關係，所以該霰彈槍和使用者都要承受高初速所引致的巨大後座力。
但如果使用後座力緩衝裝置的話會有助使用者大大減少後座力和畏縮，並且讓其更快地準備第二發射擊。與伯奈利新星泵動式霰彈槍不同的是，後座力緩衝裝置已經內置於伯奈利超級新星泵動式霰彈槍，因此無須從伯奈利、任何較常見的霰彈槍店的網站或原來出售或預訂的公司當中單獨購入。
後座力緩衝裝置可以分為兩個主要組成部分：
1. 以機械式支架連接至槍托的內部；和
2. 以汞（水銀）元素，插入支架後注入槍托的內部作主要緩衝裝置。

當然，這個部件亦可以用作安裝於伯奈利新星泵動式霰彈槍的槍托以內的可選附件。

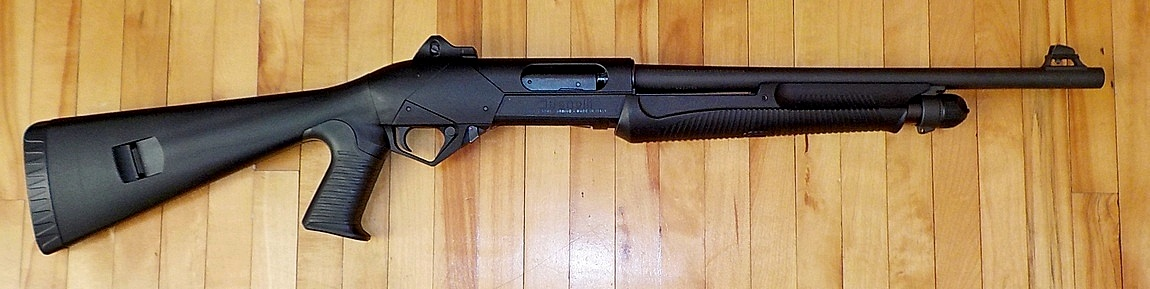
伯奈利超級新星戰術型泵動式霰彈槍

## 衍生型
伯奈利超級新星亦有3種衍生型：

### 伯奈利超級新星手握式槍托型
伯奈利超級新星手握式槍托型（英語：Benelli Supernova with ComforTech）：這種模式的主要目的是狩獵用途。可以轉換成各種槍管和瞄準鏡配件，大多數用於狩獵和／或陷阱／雙向飛碟射擊。它可以使用黑色和迷彩這2種外型。因為使用聚合物包覆機匣和槍托，以及使用专利級的塗層塗上護木等部份和槍管，所以它們被認定都是防水及耐腐蚀的關鍵。槍管可以轉換成帶膛線槍管或滑膛槍管，通常是24、26或28英吋這三種的長度。另外，還有5種類型的喉缩可供選用。

### 伯奈利超級新星手槍握把槍托型
伯奈利超級新星手槍握把槍托型（英語：Benelli Supernova with SteadyGrip）：這種模式只可使用24英吋槍管，堅固的手槍握把是專為提高其每一槍在射擊時的穩定性。

### 伯奈利超級新星戰術型
伯奈利超級新星戰術型（英語：Benelli Supernova Tactical）：這種模式的主要目的是防衛用途，只可使用18英吋槍管，可選擇和步槍一樣的红色缺口式照門或鬼環式照門（可調節屈光度）。

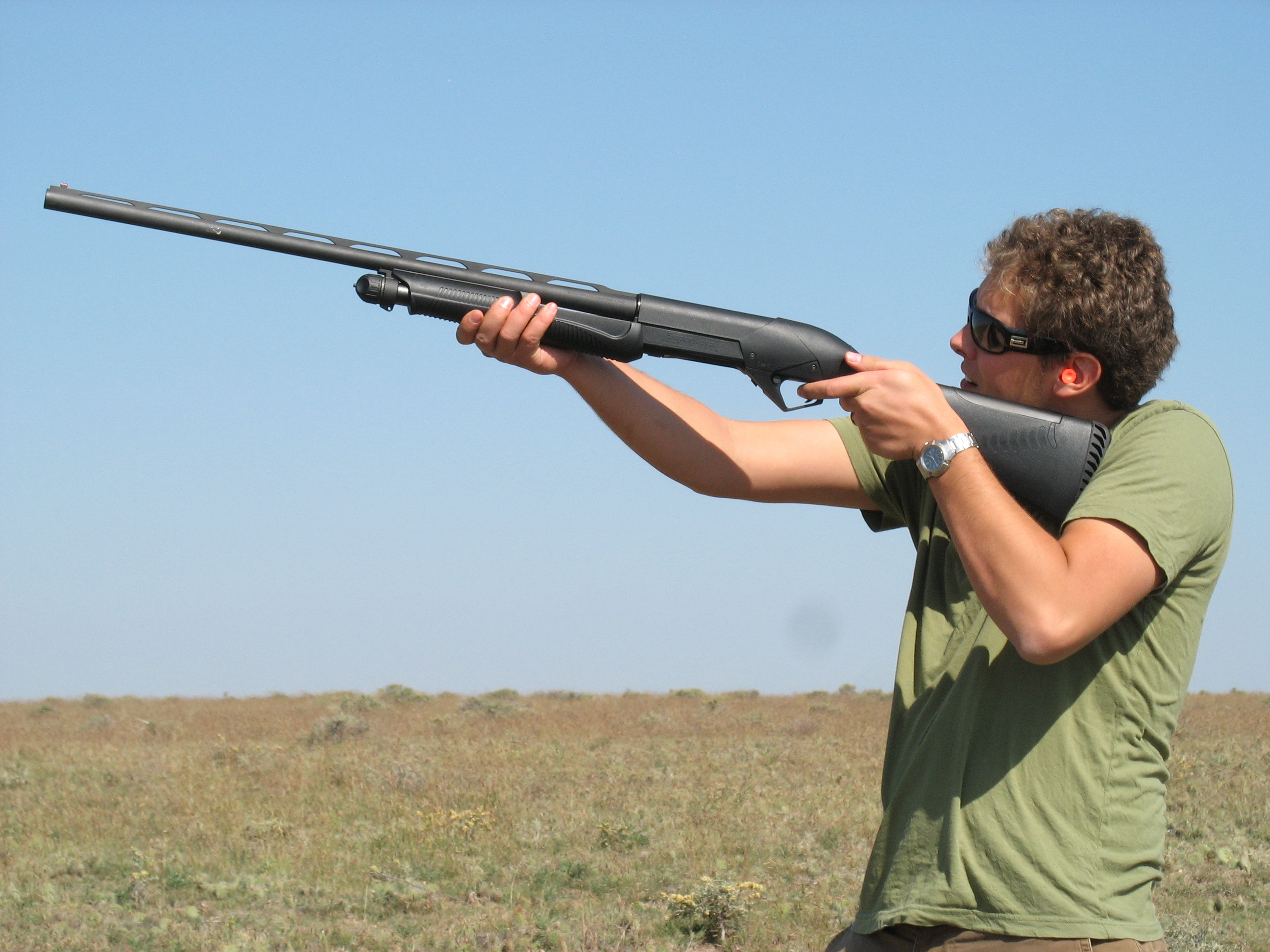
使用伯奈利超級新星泵動式霰彈槍的射手。

## 使用者
- 中華民國
  - 海巡特勤隊

## 流行文化

### 电影
- 2013年—：型號為伯奈利超級新星戰術型，拆卸伸縮槍托並且由海軍守衛所使用。
- 2014年—：型號為伯奈利超級新星手槍握把無槍托型，由威廉·凱奇少校（Major William Cage，湯姆·克魯斯飾演）所使用。

### 电子遊戲
- 2015年—：由特殊急袭部队幹員和APCA幹員所使用。
- 2021年—《嚴陣以待》：型號為超級新星戰術型，命名為“supernova”，於1.0版本實裝。

## 資料來源
- （英文）—Manufacturer's Website—Super Nova
- （英文）—Modern Firearms—Benelli Nova shotgun

## 外部連結
- （英文）—Manufacturer's Website
- （意大利文）—Official SuperNova page—
  - SuperNova Comfortech
  - SuperNova Comfortech Camo
  - SuperNova Tactical
- （意大利文）—The Truth About Guns.com—
  - Show Us Your Gun: Benelli SuperNova Pump（页面存档备份，存于）
  - Gun Review: Benelli SuperNova（页面存档备份，存于）
- （英文）—Personal Defense World.com—12 Pump-Action Shotguns From GUN BUYER'S ANNUAL（页面存档备份，存于）
- （简体中文）—槍炮世界—NOVA系列（页面存档备份，存于）